# Byambasuren Davaa
En aquest nom mongol, el nom és «Davaa» i «Byambasuren» és un patronímic, no pas un cognom.
Byambasuren Davaa (mongol: Даваагийн Бямбасүрэн)  (Ulaanbaatar, 1971), realment Davaagiin Byambasüren, és una cineasta mongola que resideix actualment a Alemanya.
Entre 1995 i 1998 va estudiar a l'Acadèmia de Cinema a Ulan Bator. El 1998 va començar a treballar com a moderadora i ajudant de direcció a la Televisió Nacional de Mongòlia. El 2000 es va traslladar a Múnic (Alemanya), per estudiar cinema documental i ciències de la comunicació a la Universitat de Televisió i Cinema de Múnic.
Les seves pel·lícules fins al 2006 expliquen històries integrades en la vida tradicional dels nòmades a Mongòlia. Els personatges de les seves pel·lícules són interpretats per actors aficionats, que interpreten sobretot a ells mateixos, cosa que situa el seu treball entre el documental i la ficció. La seva última pel·lícula Els dos cavalls de Genghis Khan, amb la recerca de la cantant Urna per trobar els orígens d'una cançó, es va estrenar a Alemanya el 2010.
Va ser nominada a l'Oscar de 2005 per la seva pel·lícula La història del camell que plora.

## Filmografia
- 1999: El cavall taronja (video)
- 2003: La història del camell que plora.
- 2005: La cova del gos groc.[1]
- 2009: Els dos cavalls de Genghis Khan.

## Premis
- 2003: Bayerischer Filmpreis (Premis de cinema bavarès) al millor documental per La història del camell que plora.[2]
- 2005: Förderpreis Deutscher Film (Premi promocional al cinema alemany) per La cova del gos groc.
- 2006: Deutscher Filmpreis (Premis del cinema alemany) a la millor pel·lícula infantil per La cova del gos groc.